# Sinterklaas

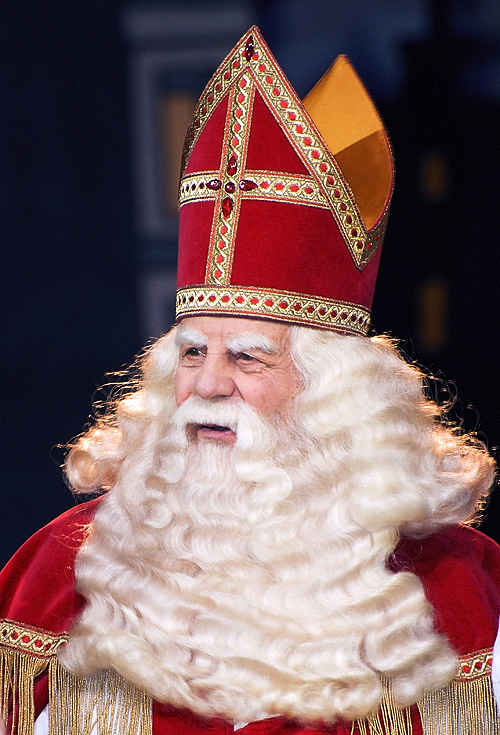
Sinterklaas (hier vertolkt door Bram van der Vlugt) tijdens Het Feest van Sinterklaas in 2007.

Sinterklaas (ook Sint-Nicolaas, Sint of de Goedheiligman) is de hoofdpersoon van het eeuwenoude sinterklaasfeest. De dag 6 december gaat door als zijn verjaardag. Het feest houdt in dat Sinterklaas cadeaus geeft aan ieder kind dat het afgelopen jaar braaf is geweest. Het wordt jaarlijks gevierd op 5 december (pakjesavond) in Nederland en in enkele voormalige Nederlandse koloniën en op 6 december in België.
De figuur van Sinterklaas is gebaseerd op de Griekse bisschop Nicolaas van Myra, die aan het eind van de derde en het begin van de vierde eeuw na Christus in Lycië in Klein-Azië leefde en bekendstond om zijn goede daden. Hij werd in 550 door de Grieks-Katholieke kerk heilig verklaard. In een van de legenden wordt verhaald hoe hij gouden munten bij een arme familie naar binnen wierp. Volgens de overlevering is 6 december de overlijdensdatum van bisschop Nicolaas van Myra, zijn geboortedag is onbekend maar wordt gevierd op 29 juli in de Oosters-orthodoxe kerk.
Sinterklaas wordt voorgesteld als een statige oude man met een lange witte baard en lange haren, rode mijter en mantel. Hij rijdt op de daken van huizen op een schimmel (paard van Sinterklaas), en heeft als helpers (Zwarte) Piet(en).

## Oorsprong en geschiedenis
De moderne vorm van het Nederlandse sinterklaasfeest met aankomst per stoomboot en als hulp zwarte Piet, komt waarschijnlijk voort uit het prentenboekje Sint Nikolaas en zijn knecht (1850). De onderwijzer en volksdichter Jan Schenkman (1806–1863) beschrijft daarin belangrijke elementen van de traditie in tekst op rijm en met gekleurde tekeningen van taferelen. Het feest zelf heeft een veel oudere oorsprong. De verering van Sint-Nicolaas is al begonnen bij zijn overlijden. Er zijn honderden kerken, kathedralen en basilieken genoemd naar Sint-Nicolaas. In veel landen in Europa wordt Sint-Nicolaasdag gevierd, maar de invulling van de folklore varieert per land en streek. Het sinterklaasfeest wordt tegenwoordig op brede schaal gevierd. Toch was dit niet altijd vanzelfsprekend. Sinterklaas was nog in 1967 niet altijd welkom op behoudend protestants-christelijke basisscholen, vanwege de katholieke oorsprong van het feest.

### Nicolaas van Myra

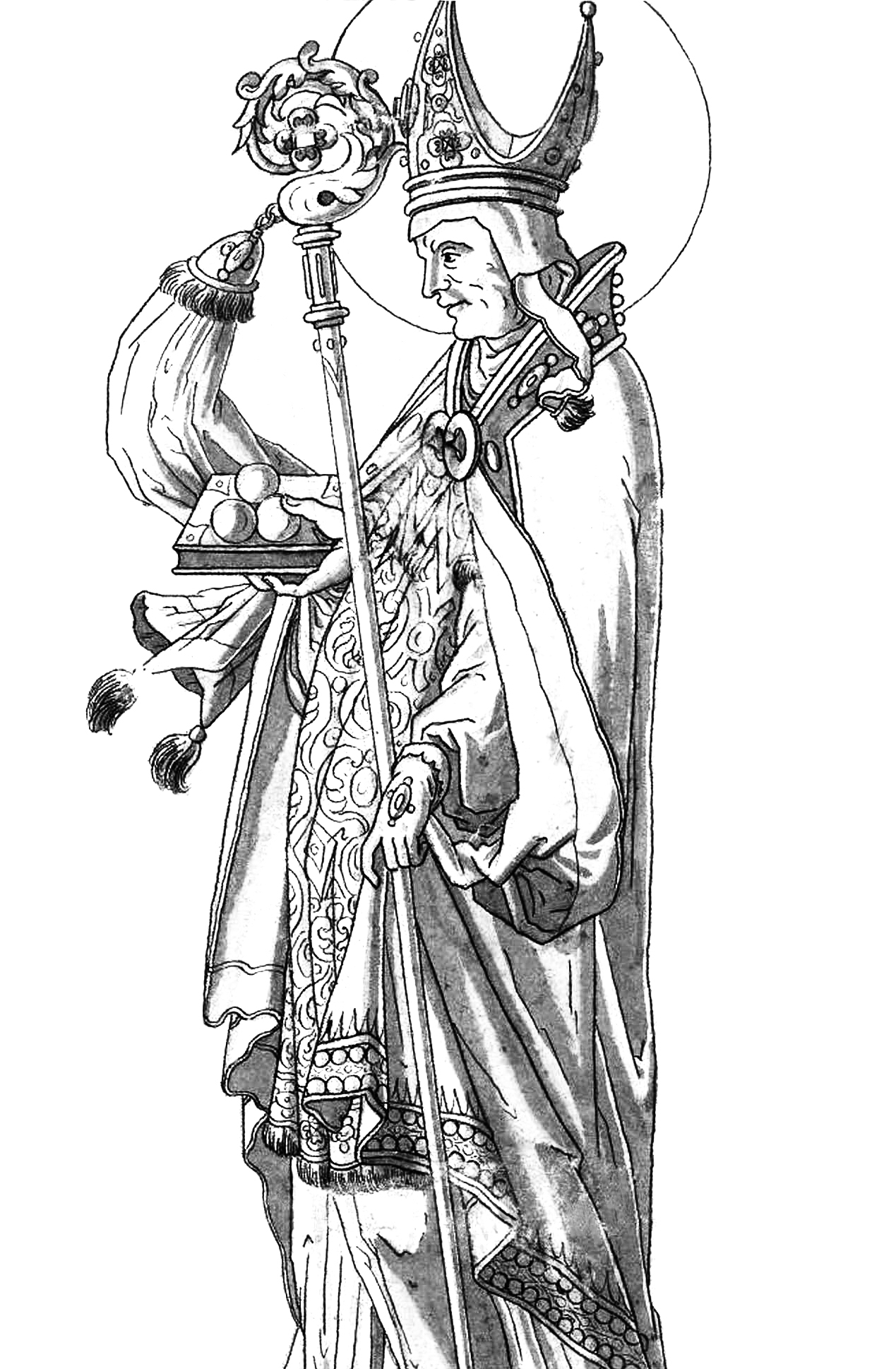
Tekening van de Heilige Nicolaas uit de 16e eeuw (Kring van Hans Heinrich Wägmann (1557–1628)).

Nicolaas van Myra werd geboren in Patara te Lycië dat in Antalya, hedendaags Turkije ligt, maar in het jaar 280 bij het Romeinse Rijk hoorde. Later werd hij bisschop van Myra, de hoofdplaats van Lycië. Hij stierf op 6 december van een onbekend jaar in het tweede kwart van de vierde eeuw. Al snel na zijn dood werd de Sint-Nicolaaskerk waar hij begraven was een bedevaartsoord. In 550 werd hij door de Grieks-Katholieke kerk heilig verklaard. Eeuwen later, na de inval van de moslims in het gebied, werden de stoffelijke resten van de heilige in 1087 weggehaald en naar Bari gebracht, uit angst voor vernietiging door de Seltsjoeken. Toen begon de verering van Sint-Nicolaas ook in West-Europa grote vormen aan te nemen.
Als heilige in het oosters christendom werd Nicolaas aanvankelijk alleen in het oosten van Europa geëerd, in het bijzonder in Griekenland en Rusland. Omdat Nicolaas de schutspatroon van de zeevaarders was, kreeg hij in de tiende eeuw ook in de West-Europese kustnaties een grote aanhang. In de 13e eeuw werd zijn naamdag vastgesteld op 6 december. Dit versterkte de Nicolaasverering over heel Europa.

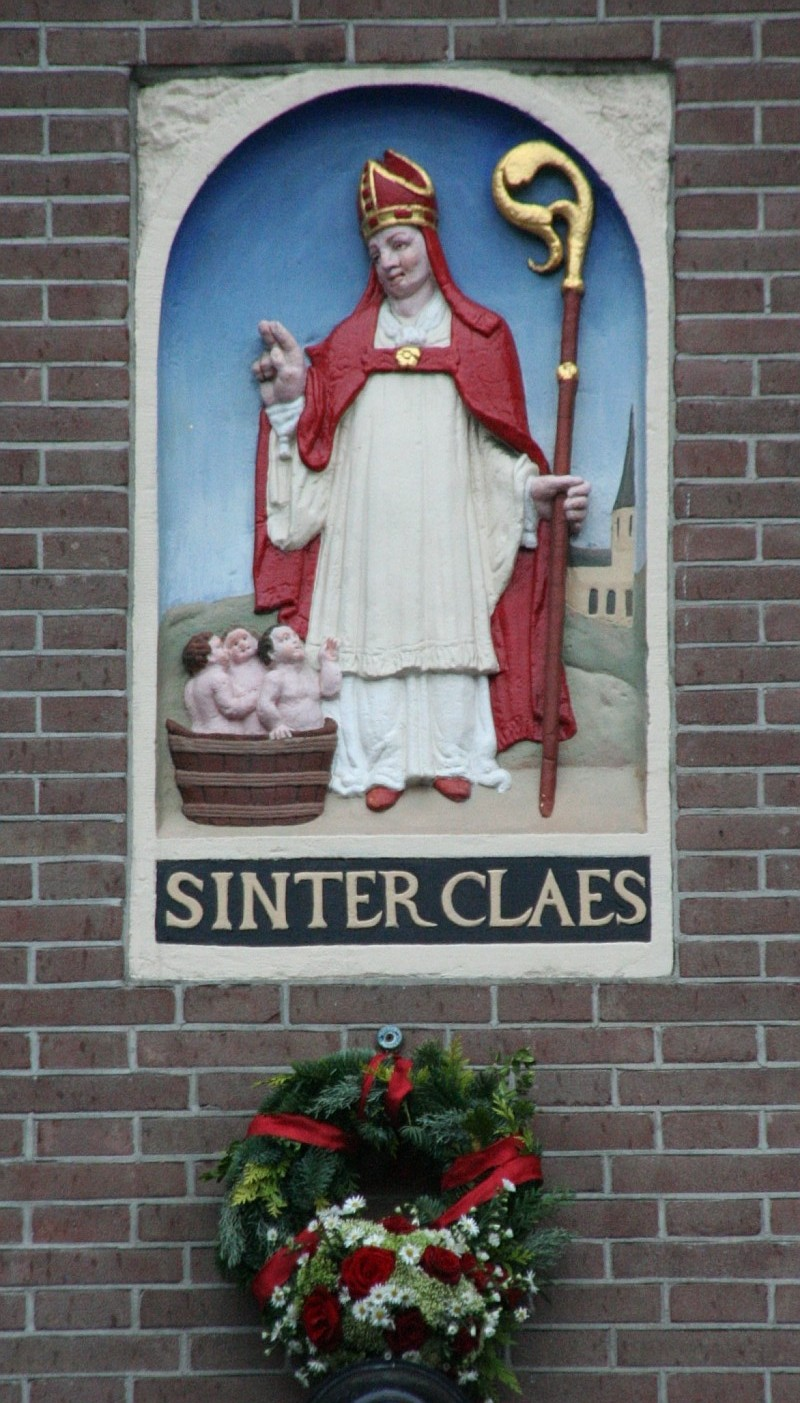
Sinter Claes en de drie jongens, die hij tot leven zou hebben gebracht. 16e-eeuwse afbeelding op de Dam. St.-Nicolaas is de patroon van Amsterdam.

Er zijn weinig verhalen bekend over Sint Nicolaas. Na zijn dood ontstonden de wonderverhalen. Het bekendste verhaal gaat over een arme man met drie dochters die dankzij giften van Sint-Nicolaas kunnen trouwen en daarom niet vervallen tot prostitutie. Hij gooide de giften door het open raam. Hier komen mogelijk het strooigoed en de chocolademunten vandaan. In latere legenden wordt geschreven dat het "strooigoed" in schoenen terecht moet zijn gekomen.
Verschillende legendes van ruim achthonderd jaar na zijn dood staan ten grondslag aan Sint-Nicolaas als beschermheilige van kinderen. Zo is er een legende over drie kinderen die door een herbergier worden gedood en in een pekelvat gestopt, waarna Sint-Nicolaas de slachtoffers weer tot leven wekt en de herbergier en diens vrouw vergeving schenkt wanneer ze berouw tonen. Er is daarnaast ook een legende over een kind dat door Sint-Nicolaas wordt behoed voor verbranding in een bad.

### Viering in de middeleeuwen
In de middeleeuwen werd op Duitse en Noord-Franse kloosterscholen het Sint-Nicolaasfeest gevierd. Tijdens een mirakelspel 'verscheen' de heilige voor de kinderen, en hij beloonde de ijverige leerlingen en vermaande de luie. De Sint-Nicolaasviering liep van ca. 1300 tot ca. 1600 samen met het kinderbisschopsspel. Op 6 december werd in die tijd een kinderbisschop met aanhang gekozen. Zij werden tot 28 december (Onnozele Kinderen) van voedsel en geschenken voorzien. Andere kinderen kregen geld en een vrije dag om op 6 december feest te kunnen vieren. De waarschijnlijk oudste vermelding daarover komt uit Dordrecht en dateert van 1360: "op St. her Nyclaes dach I L. gr. aen die schoelers voer het oerlof". In 1363 gaf de heer van Gouda, Jan van Blois, te Dordrecht "den scoelnaers tot hoere hoechtijt van St. Nyclaes en horen bisscop 5 L. 4 S." In 1403 is er sprake van het uitdelen van "honinc, claescoeck en taert aen die kynders, op hunne patroen St. Nyclaes". In de Utrechtse Nicolaaskerk werd vanaf 1427 geld in kinderschoenen gedaan. Kinderen gingen in die tijd verkleed in een optocht door de straten en kregen bisschopsgeld van voorbijgangers. Soortgelijke tradities komen vandaag nog voor in andere landen, zoals het Chlausjagen in Zwitserland.

### Germaanse mythologie
In de negentiende eeuw was er een sterke overtuiging dat het sinterklaasfeest overeenkomsten vertoonde met voorchristelijke aspecten uit de Odin-cultus. Sommige elementen uit het sinterklaasverhaal werden gelinkt aan de Germaanse mythologie. De rit van de goedheiligman over de daken zou aan de god Odin herinneren, die op zijn paard Sleipnir langs de hemel reed. De Germanen-theorie werd in de twintigste eeuw verlaten wegens gebrek aan wetenschappelijke onderbouwing.

### Kerken en Sint-Nicolaas
Nicolaas, beschermheilige van kinderen, armen, zeelieden, slagers en kooplieden, werd vooral in havensteden zoals Antwerpen en Amsterdam de patroonheilige van kerken.
Sint-Nicolaas is patroonheilige van diverse Nederlandse plaatsen, waaronder Kampen, Valkenswaard, Edam en Amsterdam.
In Amsterdam staat de Nicolaasbasiliek, tegenover het Centraal Station.
In heel Nederland zijn ruim zeventig kerken aan Sint-Nicolaas gewijd; een derde daarvan staat in Friesland.

### Sinterklaasmarkten en functie als huwelijksmakelaar
In de late middeleeuwen ontstonden de Sint-Nicolaasmarkten. Na het kerkbezoek kocht men op de markt de geschenken voor het Sint-Nicolaasfeest. De speculaasvrijer was een karakteristiek geschenk. Het was een speculaaspop in de vorm van een man, die door een jongen werd geschonken aan een meisje. Als zij de klaaskoek aannam, was dat een goed teken voor een relatie. Deze gewoonte gaat mogelijk terug op de functie van Sint-Nicolaas als "hijlickmaker" (huwelijksmakelaar), in de legende waarin hij drie meisjes hun bruidsschat geeft. Tot het begin van de 20e eeuw bestond in Nederland de gewoonte om elkaar rond de sinterklaastijd liefdeskaarten te sturen, waarin werd toegespeeld op een mogelijk huwelijk.

### Protestantse bezwaren

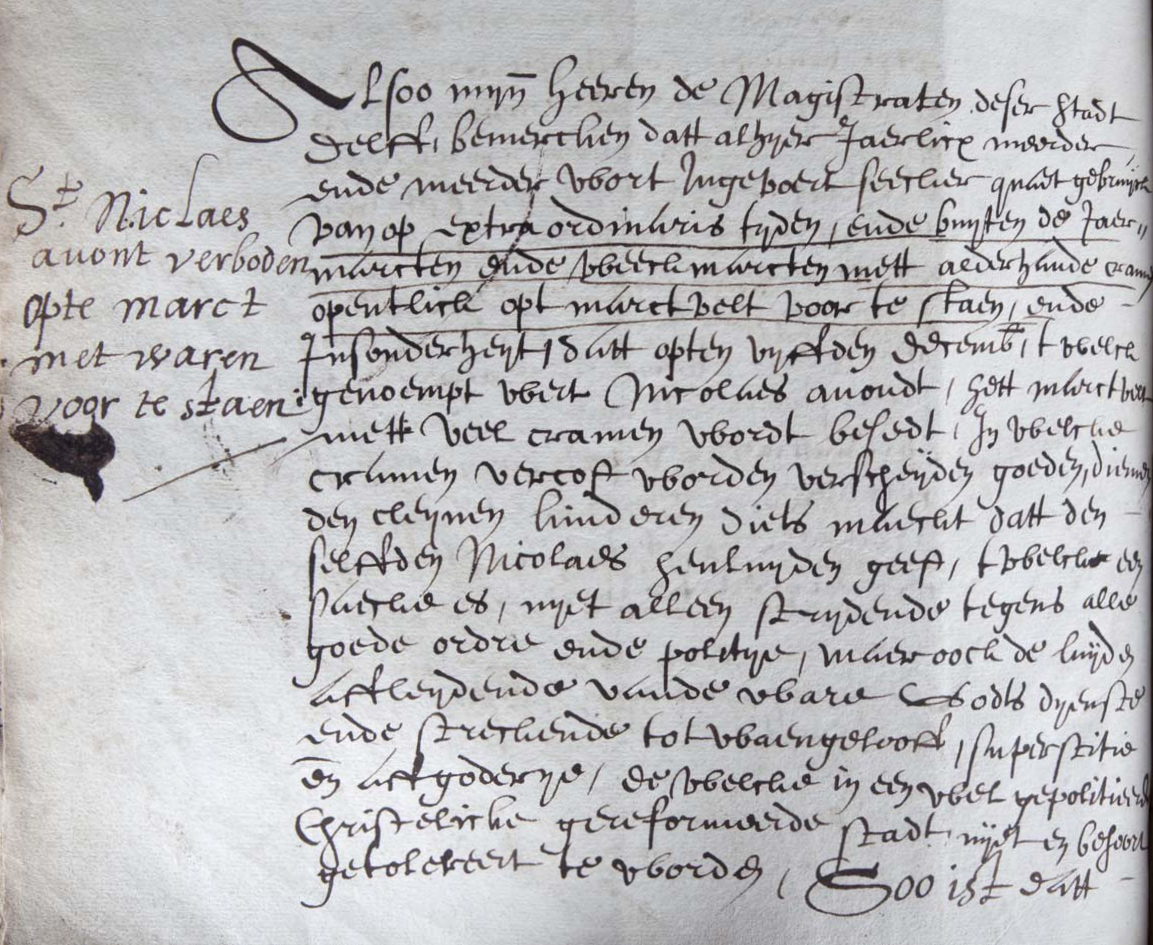
Bladzijde uit het Keurboek van Delft (1600) met het verbod op de Sinterklaasmarkt.

Het sinterklaasfeest stuitte in Nederland na de Reformatie op protestantse bezwaren tegen de katholieke heiligenverering. Protestantse predikanten probeerden het feest af te schaffen, omdat zij het als een katholiek bijgeloof veroordeelden. Rond 1600 werd het bijvoorbeeld in Delft verboden om deze feestdag te vieren en vaardigden sommige steden een verbod af op het zetten van een schoen of het openbaar verkopen van sinterklaaslekkernijen. Ook de kerkhervormer Maarten Luther verzette zich tegen het sinterklaasfeest. Hij vond dat het geven van geschenken meer paste bij het kerstfeest.
Onder invloed van deze weerstand veranderde het sinterklaasfeest in Nederland van een religieus feest naar een volksfeest. In België bleef het religieuze karakter langer behouden. De traditie was echter zo populair dat deze nooit helemaal uitdoofde, zelfs niet bij het meest behoudende protestantse volksdeel. Een boze predikant schreef in een boekje tegen dit onchristelijk gedoe, dat een vader op het dak klom om met een hoefijzer een afdruk op het besneeuwde dak te maken, zodat zijn kinderen zouden geloven dat Sinterklaas er werkelijk geweest was. Het feest verdween weliswaar voor een deel uit de straat, maar in huiselijke kring bleef het bestaan. Nog in 1895 sprak de burgemeester van Sluis zich uit tegen de viering op openbare scholen, maar in de 20e eeuw kreeg het feest steeds meer de wind in de zeilen.
Een gelijkaardige evolutie deed zich voor in de grensstreek tussen Duitsland en Frankrijk. In de Elzas waar het protestantisme veel aanhangers had, verdween vanaf de 16e eeuw de traditie van het sinterklaasfeest grotendeels. Sinterklaas werd er vervangen door het Christkindel dat pakjes brengt. In het katholiek gebleven Lotharingen bleef het sinterklaasfeest wel bewaard.

### Tradities in de viering

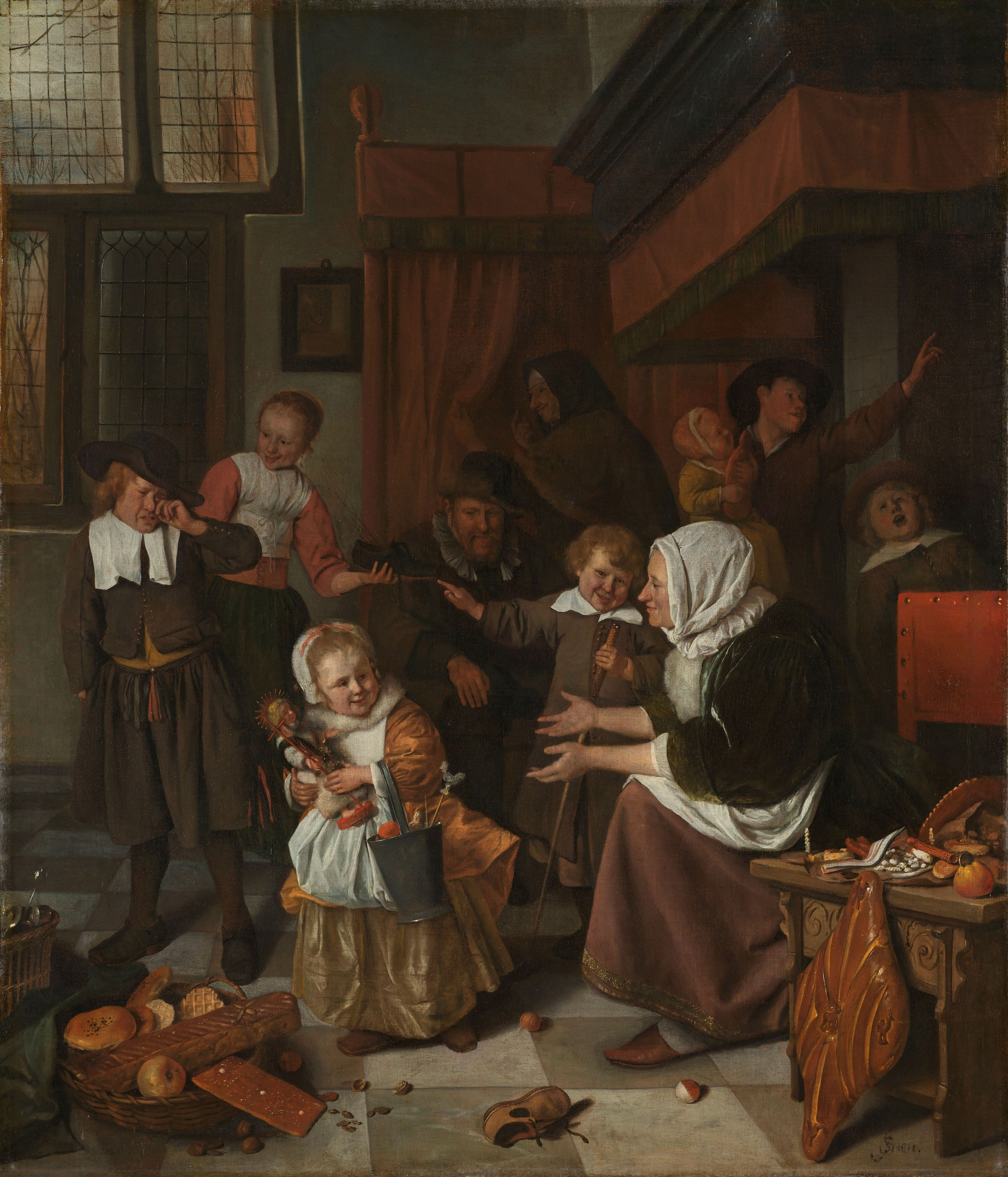
De sinterklaasviering door Jan Steen uit ca. 1665 laat een aantal nu nog bekende tradities zien. Het zingen van sinterklaasliedjes, de geschenken, de schoorsteen waardoor de geschenken komen, het snoepgoed, de bestraffing met de roe in de schoen.

Het oudste sinterklaasgebruik is het zetten van een schoen. In Nederland doet men dit vanaf ten minste de 15e eeuw, toen armen hun schoen in de kerk zetten en rijke burgers daar geld in stopten, dat onder de armen werd verdeeld. Uit de 16e eeuw bestaan beschrijvingen van het schoen zetten door kinderen in de huiskamer. De kinderen vullen hun schoen met haver en stro. 's Avonds laat vervangen de ouders dit door appels, koeken, rozijnen of geld. Speelgoed, suikergoed, gemberkoeken, pepernoten, kruidnoten, marsepein of speculaas werden ook gegeven. Andere tradities zijn het strooien van snoepgoed, het zingen van sinterklaasliedjes en de geschenken op sinterklaasavond. Het feest werd zowel in de stad als op het platteland gevierd, zoals op enkele schilderijen te zien is. Als drank werd chocolademelk, vanaf de 18e eeuw, en een gekruide wijn geschonken. Banketletters zijn sinds de 19e eeuw bekend. De ondeugende kinderen vonden een roe of zakje zout in de schoen.

### Van boeman tot kindervriend

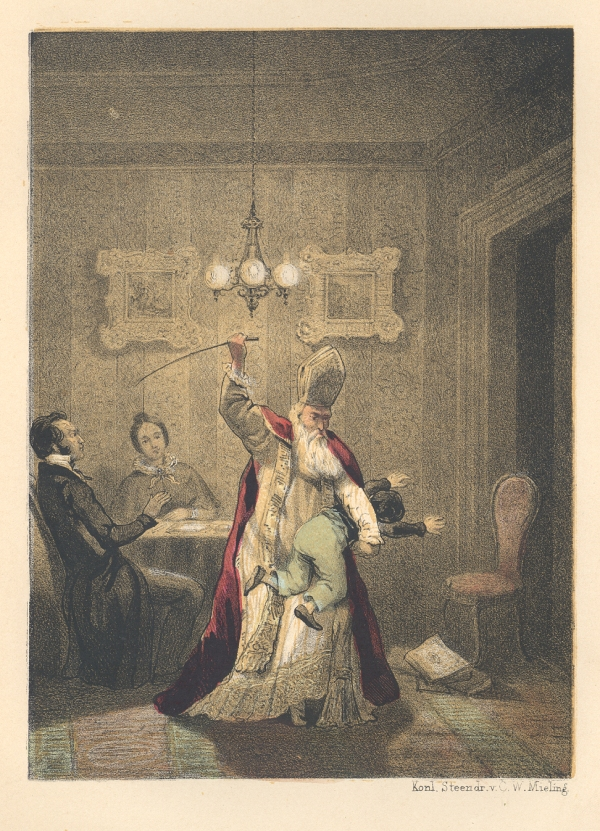
Sinterklaas als kinderschrik, uit Sint-Nikolaas-vertellingen uit 1849.

De figuur van Sinterklaas is in de loop der eeuwen geëvolueerd van een beschermheilige van de kinderen, via een boeman en hardhandige pedagoog in verschillende gedaantes, naar een folkloristische kindervriend in de vorm van een bisschop.
De transformatie van heilige tot kinderschrik had wellicht te maken met het verbod dat in de protestante gewesten gold op het uitbeelden van katholieke heiligen. Hij werd uitgedost als een afschrikwekkende zwarte man met kettingen aan zijn voeten of met narrenbelletjes. Deze sinterklaasgestalte, soms ook Zwarte Klaas genoemd, gaf snoepgoed aan brave kinderen en intimideerde ongehoorzame kinderen. Als zodanig vormde hij de voorloper van Zwarte Piet.
Het sinterklaasfeest werd in grotere steden een woelig volksfeest dat soms tot opstootjes en openbare dronkenschap leidde. In de late 18e eeuw keerde men zich tegen het straatfeest van Sinterklaas en de leegloperij en ook tegen het beeld van de boeman. Het feest moest gebruikt worden om kinderen op een positieve manier gehoorzaamheid en ijver bij te brengen. Het sinterklaasfeest werd nu een onderdeel van de opvoeding en kreeg een volwaardige plaats in het onderwijs en het gezin. Nu de boeman was afgedaan, werd de traditionele bisschop teruggehaald. Tot in de 20e eeuw waren er echter nog sporen van de boeman die met kettingen rinkelde, en zijn zwarte knecht die kinderen in een zak stopte. Tegenwoordig dient deze zak uitsluitend om de geschenken in te vervoeren.
Vanaf de tweede helft van de 19e eeuw begon Sinterklaas in persoon zijn opwachting te maken in de maatschappij. Tot dan toe was hij slechts een mythisch persoon geweest, wiens giften in de schoentjes begin december weliswaar van zijn aanwezigheid getuigden, maar die verder niet zichtbaar was.

### Band met Spanje
Sancte Claus, goed heylig man!

Trek uwe beste Tabaert aen,

Reiz daer mee na Amsterdam,

Van Amsterdam na Spanje,

Daer Appelen van Oranje,

Daer Appelen van granaten,

Die rollen door de Straaten.

Sancte Claus, myn goede Vriend!

Ik heb U allen tyd gedient,

Wille U my nu wat geven,

Ik zal U dienen alle myn Leven.

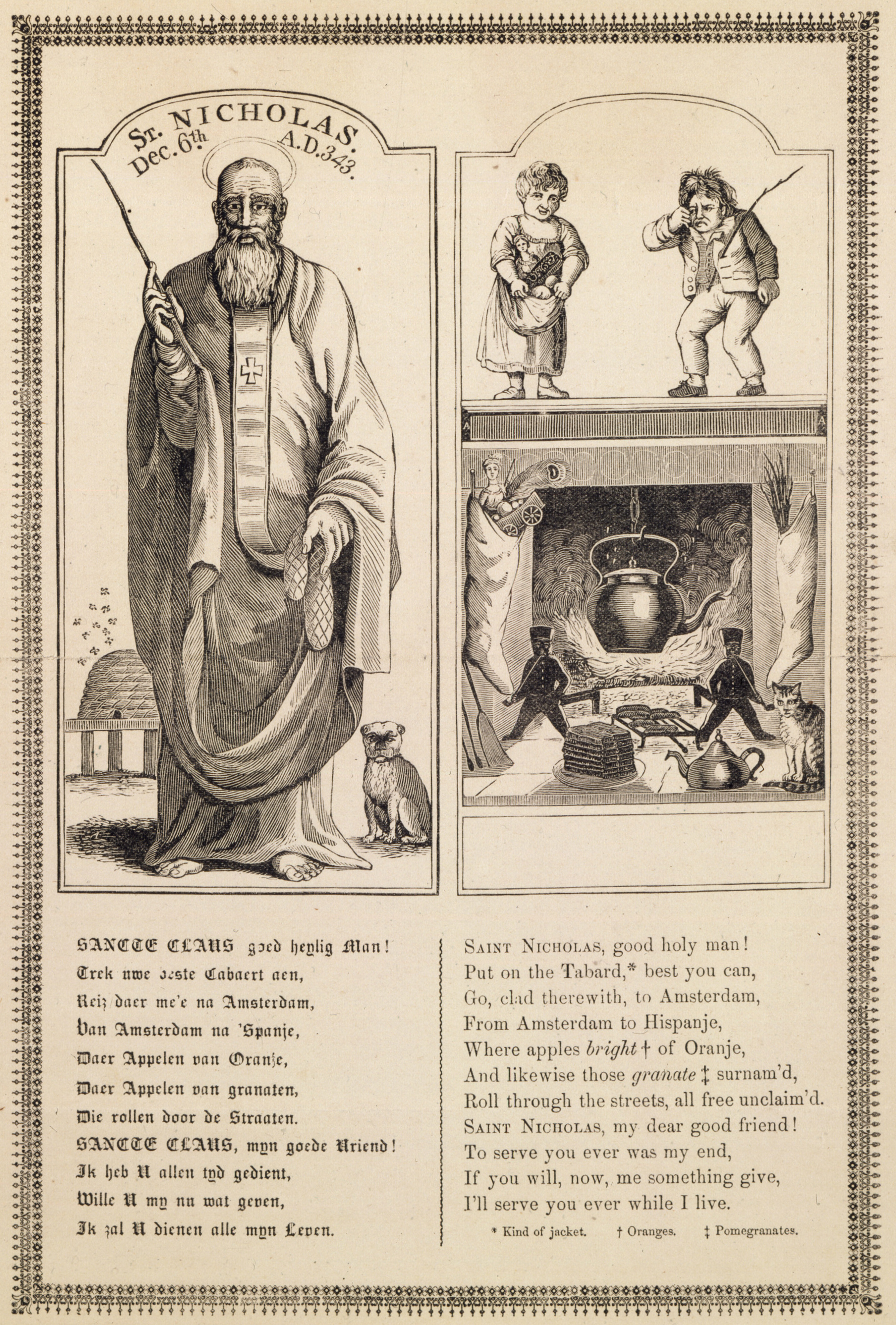
, goed heylig man!
Trek uwe beste Tabaert aen,
Reiz daer mee na Amsterdam,
Van Amsterdam na Spanje,
Daer Appelen van Oranje,
Daer Appelen van granaten,
Die rollen door de Straaten.
, myn goede Vriend!
Ik heb U allen tyd gedient,
Wille U my nu wat geven,
Ik zal U dienen alle myn Leven.
— John Pintard, 1810

De geografische herkomst van de folkloristische Sinterklaas is volgens de huidige Nederlandse traditie niet meer Klein-Azië of Italië, maar Spanje. Soms wordt erop gewezen dat Zuid-Italië met Bari een deel van de Kroon van Aragón is geweest en de aanduiding Spanje daarom ruimer moet worden opgevat dan tegenwoordig.
Van oudsher wordt in sinterklaasliedjes niet gezegd dat Sinterklaas zelf uit Spanje komt, maar dat hij naar Spanje reist om lekkernijen te halen. Het oudst bekende voorbeeld daarvan is het naaststaand pamflet. Sinterklaas reist daarin naar Amsterdam en gaat vervolgens in Spanje sinaasappelen en granaatappelen halen.
John Pintard, oprichter van de New-York Historical Society, liet het pamflet in 1810 drukken, maar het vers was waarschijnlijk al ouder. Het vers is in ieder geval gebaseerd op een veel ouder 4-regelig rijmpje uit 1655, waarin Spanje nog niet wordt genoemd:

Sinter Klaas, o Heil'ge Man. Trek je beste Tabbaart an; En wilje me dan wat geven, Zo dien ik je al men leven.

Algemeen wordt aangenomen dat de onderwijzer Jan Schenkman (1806–1863) de eerste was die Sinterklaas uit Spanje liet komen. Volgens hem was Sinterklaas de "Bisschop van Spanje". Schenkman introduceerde ook de knecht die later Zwarte Piet zou gaan heten, en de stoomboot waarmee hij naar Nederland kwam. Schenkman gebruikte in zijn prentenboekje Sint Nikolaas en zijn knecht uit circa 1850 de zeer bekend geworden beginregels Zie, ginds komt de stoomboot / Uit Spanje weer aan!. Schenkmans boekje was gewild, en de afbeeldingen zorgden er ook voor dat de entourage en het uiterlijk van Sinterklaas − een statige oude man met witte baard en haren, rode mijter en mantel − in de navolgende decennia als het enige echte werd aangenomen. Nu nog steeds komt Sinterklaas tijdens de intocht meestal per boot aan.
Aan het begin van de 20e eeuw bestonden nog veel verschillen tussen de stedelijke viering en de viering op het platteland. Het nu nog incidenteel voorkomende Klozum, sunteklaaslopen of andere lokale varianten waren op het platteland nog gebruikelijk, maar in steden was het feest al georganiseerd rond pakjesavond en het bezoek van Sinterklaas. Onder invloed van het onderwijs en later de commercialisering en de massamedia ontstond een standaardisatie van het feest, dat hierdoor gaandeweg zijn huidige vorm kreeg. De surpriseavond, de uitwisseling van geschenken in vermakelijke verpakkingen begeleid door belerende of gekscherende gedichten, is een relatief nieuw fenomeen binnen de traditie. Volgens een enquête van het Meertens Instituut werd het in 1943 slechts sporadisch gedaan.

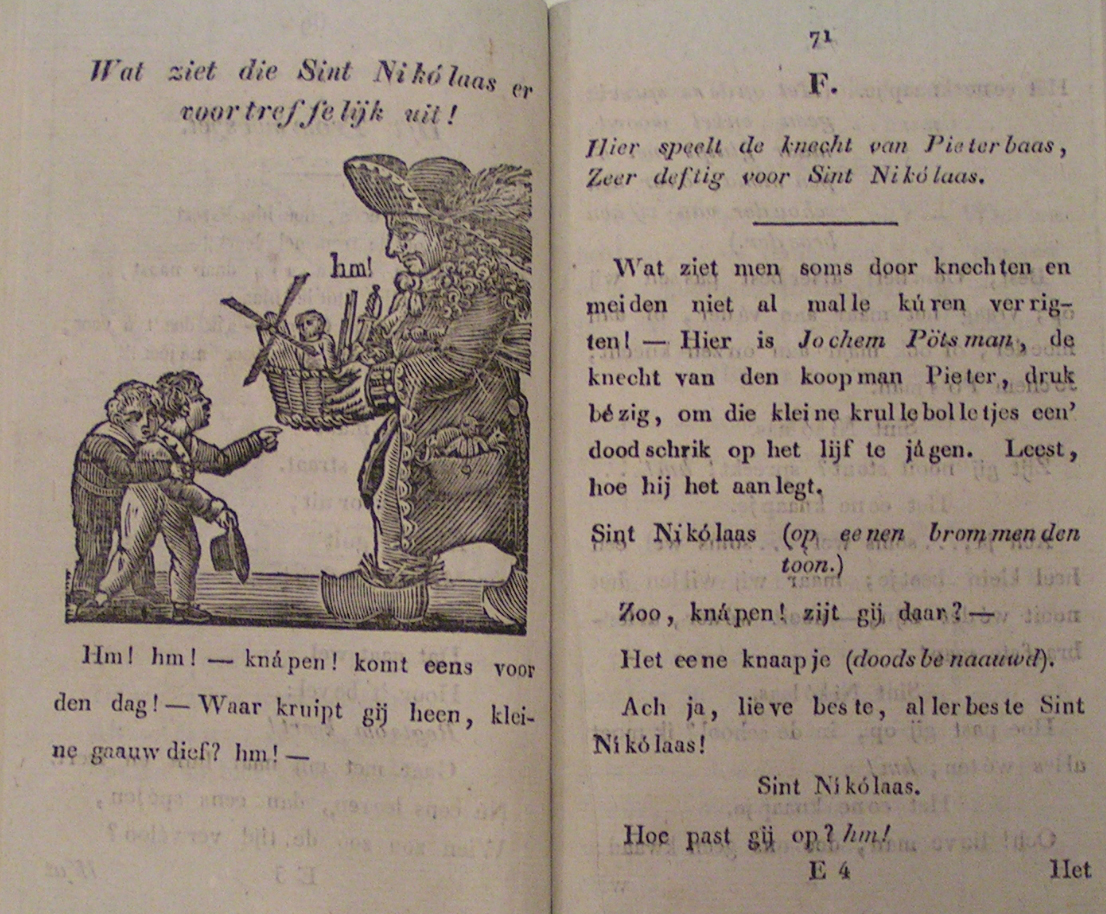
Sinterklaas als boeman, waartegen weerstand ontstond (uit De Beminnelijke Gerrit (1830) van Roelf Gerrit Rĳkens, waarin het angstbeeld wordt veroordeeld)
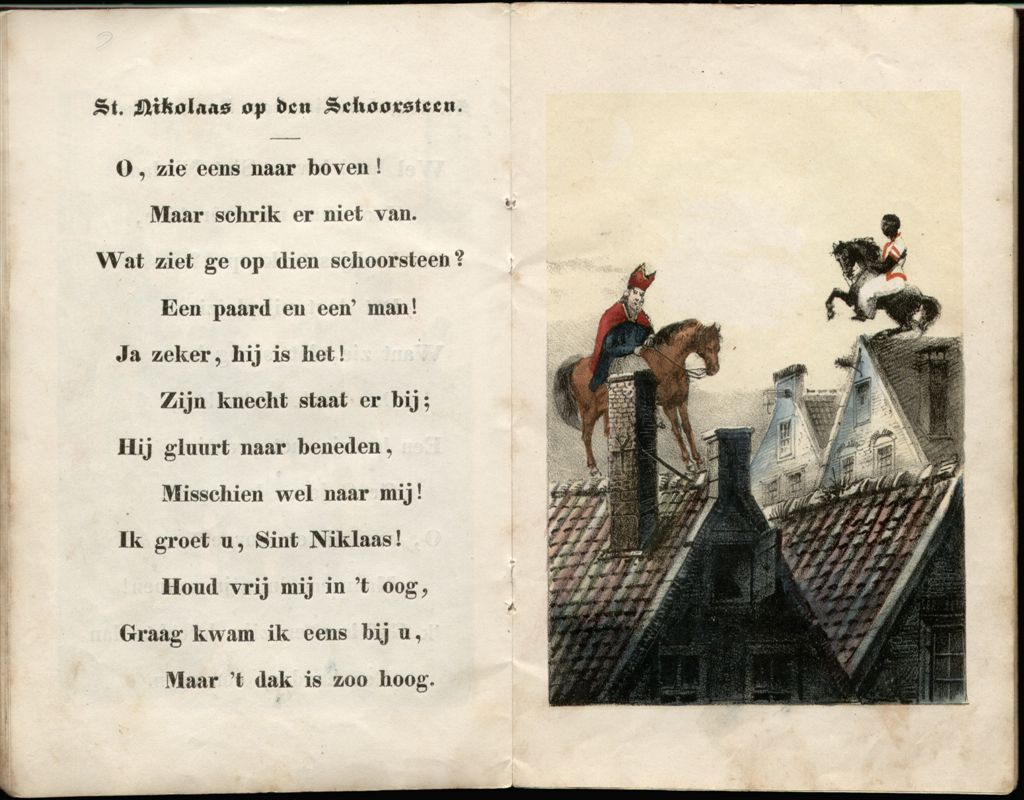
St. Nikolaas en zijn knecht (Jan Schenkman, 1850); de moderne Sinterklaas is nog steeds gemodelleerd naar Schenkmans beeld
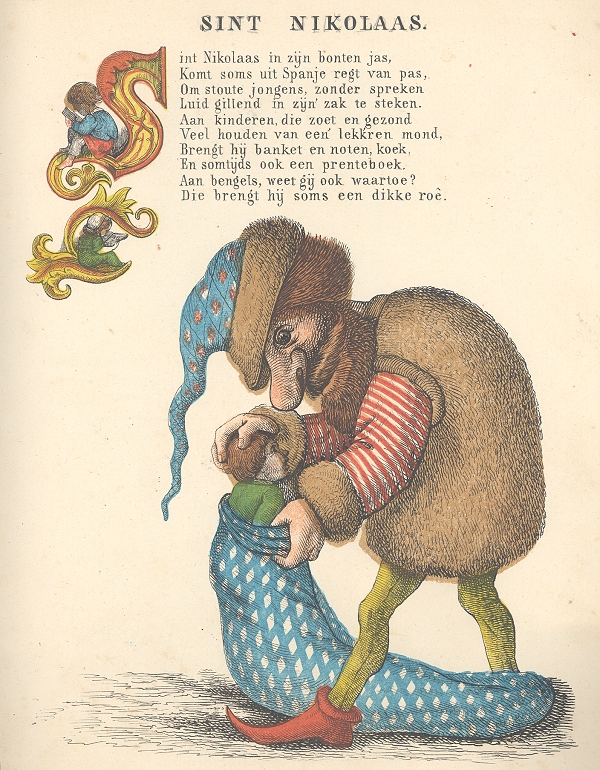
Uit Tante Keetje's prentenboek  (1854), bewerking van Pocci's lustiges Bilderbuch (München, 1852)
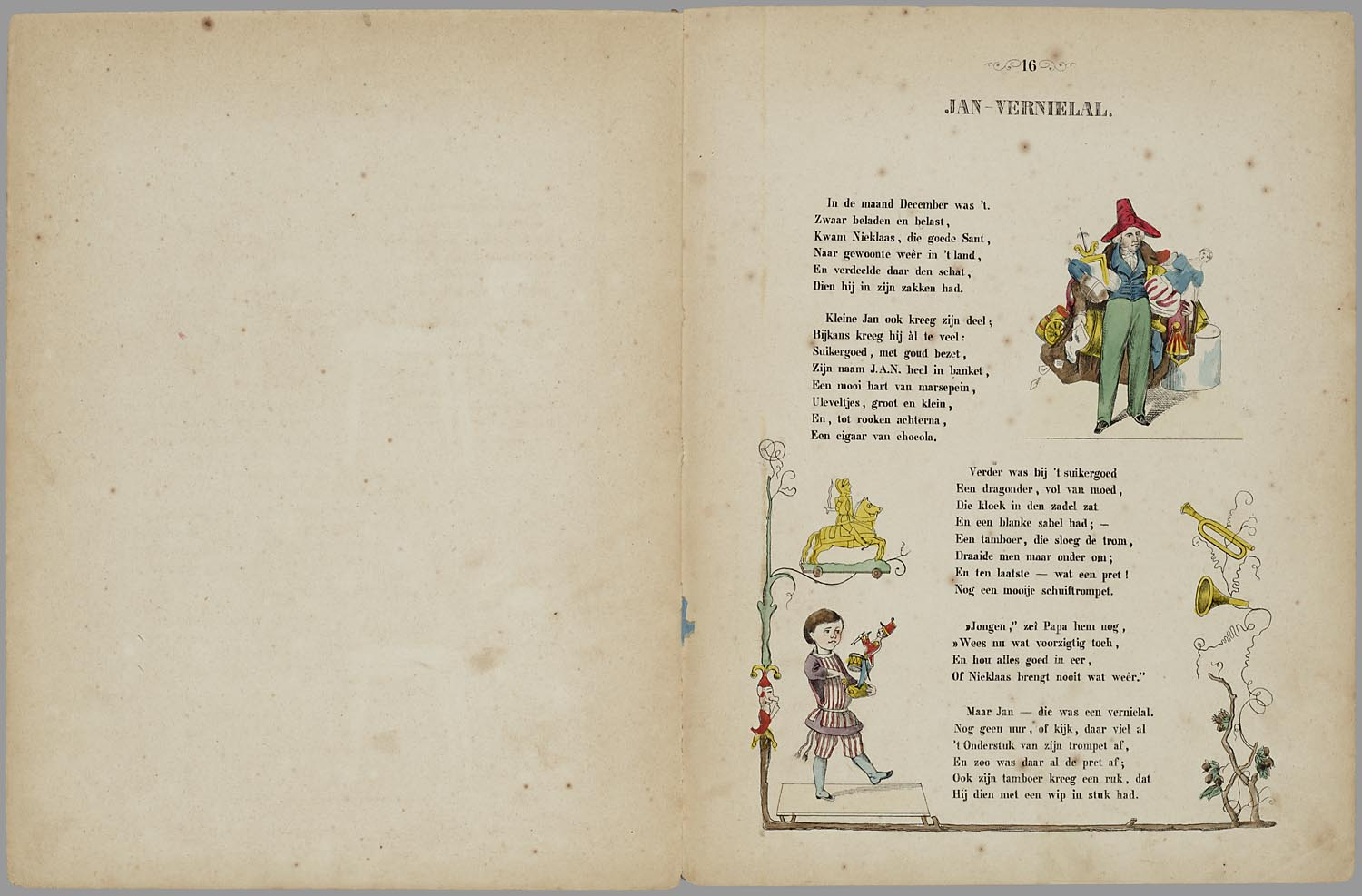
Sinterklaas draagt zakken met speelgoed, De ondeugende kinderen (1852)

### Introductie van Zwarte Piet

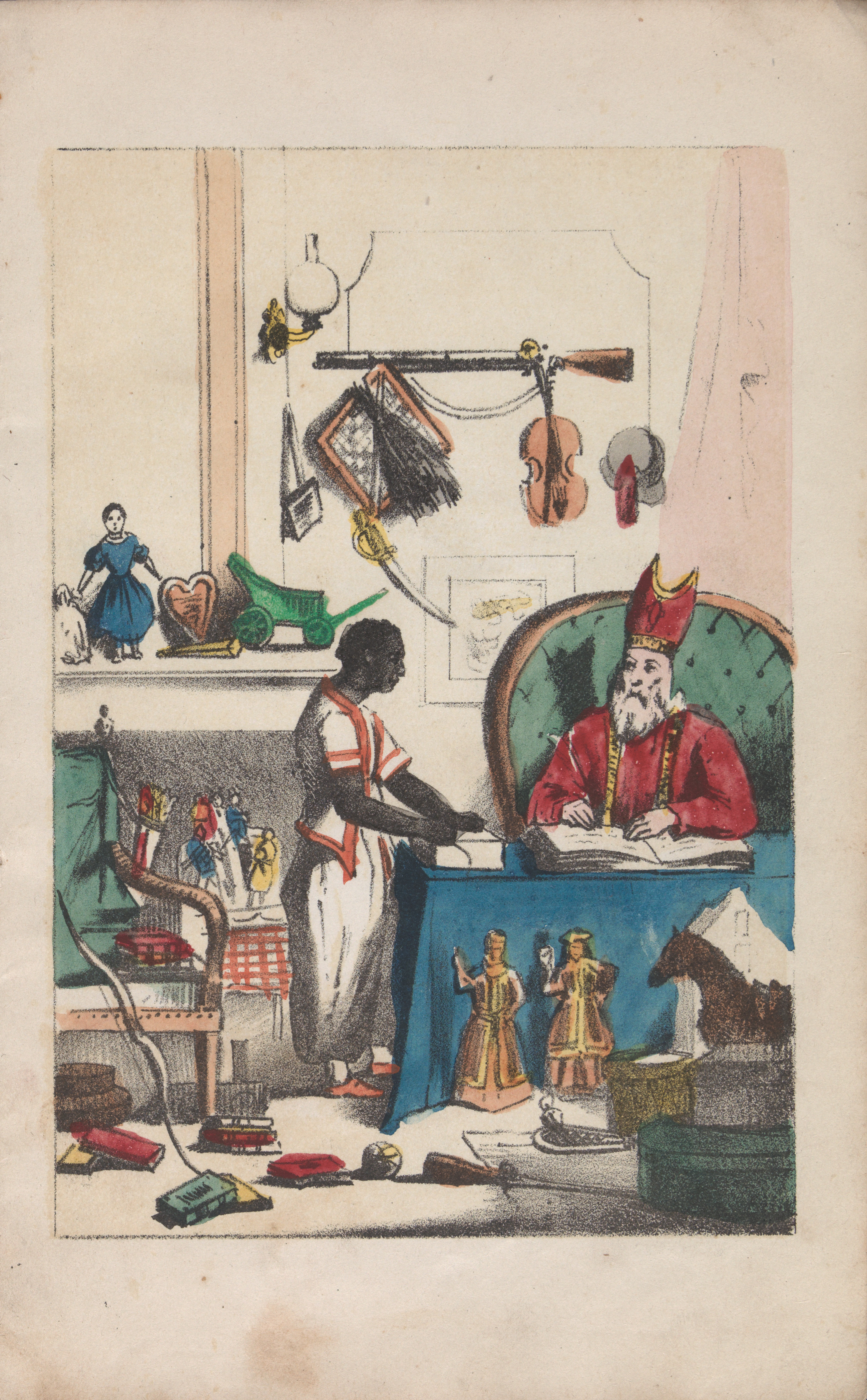
1850: De eerste afbeelding van een hulp van Sinterklaas in het boekje van Jan Schenkman.

Sinterklaas had in Nederland tot de 19e eeuw waarschijnlijk geen vaste helper. Voor andere personages (dus niet de hulp van Sinterklaas) waren wel al langer namen als Pieter met de Pooten (1749), Pietermansknecht (1833) en Pieter-me-Knecht (1850) in gebruik. Sinds Schenkmans boekje Sint Nikolaas en zijn knecht (1850) hebben drie zaken een vaste plaats gekregen in de sinterklaasfolklore van de Lage Landen: een donkere knecht van Sinterklaas, de intocht en de stoomboot. De knecht had in Schenkmans boekje nog geen naam. Het was een gekleurde jongeman, gekleed als een page. Regionaal kreeg deze hulp voor Sinterklaas in de loop der tijd verschillende namen, zoals Jan de Knecht, Trappadoeli, Nicodemus, Assiepan, Sabbas, Hans Moef, Pikkie, Robbert, Krik-krak, Micheltje, Hansje van Vese (of Hansje van Kese) en Jacques Jour (of Sjaak Sjoor). In 1895 was de naam Zwarte Piet ook al gangbaar.
Het bleef niet bij één Zwarte Piet; in 1880 traden twee knechten op. Na de Tweede Wereldoorlog organiseerden Canadese militairen in Nederland een sinterklaasviering met een massa Zwarte Pieten. Sindsdien wordt Sinterklaas vergezeld door vele Pieten, vaak met voor ieder een eigen taak, onder leiding van een Hoofdpiet. Terwijl Sinterklaas altijd statig en gedistingeerd is gebleven, gedragen de Pieten zich veelal als acrobaten en grappenmakers die vaak kwajongensstreken uithalen.
In 1930 uitte De Groene Amsterdammer voor het eerst kritiek op het uiterlijk van Zwarte Piet. Gaandeweg rezen er, ook vanuit andere landen en uit naam van de VN, steeds meer bezwaren tegen het traditionele zwarte uiterlijk van Zwarte Piet. Deze bezwaren werden ingegeven door de associaties met het slavernijverleden. In 2013 laaide de discussie hierover zover op dat er in Nederland een werkgroep in het leven werd geroepen die moest onderzoeken of de sinterklaastraditie inderdaad racistische elementen bevatte. Het sinterklaasfeest ging dat jaar echter gewoon door in zijn traditionele vorm. In augustus 2014 kwam het Nederlands Centrum voor Volkscultuur en Immaterieel Erfgoed met een eerste alternatief, waarin enkele zaken waren aangepast. Zo zag Zwarte Piet er niet meer uit als een Moor, maar had hij zwarte vegen in zijn gezicht als van roet, en wordt roetpiet genoemd. In de daaropvolgende jaren is met name in de grote steden het uiterlijk van Zwarte Piet aangepast bij de intocht. In 2015 begon men ook in Vlaanderen het uiterlijk van Zwarte Piet aan te passen naar roetveegpiet. In sommige Vlaamse steden kiest men echter anno 2022 nog voor de traditionele zwartgeschminkte versie.
Vanaf 2022 geeft het Kenniscentrum Immaterieel Erfgoed Nederland in haar toekomstvisie meer ruimte aan diversiteit in het sinterklaasfeest.

## Etymologie van "Sinterklaas"
Hoe en wanneer het woord Sinterklaas zich heeft ontwikkeld uit de naam Sint-Nicolaas, is niet bekend. De mogelijk vroegste vermelding in schrift stamt uit 1283: "senter cloes bunre" (sinterklaasbunder) is de naam voor een bunder land te Rijkhoven. Vermoedelijk was de opbrengst van het land bestemd voor een Sint-Nicolaasaltaar.
De volgende etymologische verklaringen zijn voorgesteld:
- de ontwikkeling van een wisselvorm voor heiligennamen beginnend met een R, zoals Sinte Remeis naar Sinter Meis, waarna analoog daaraan die vorm, Sinter Klaas, werd gekopieerd voor Sint-Nicolaas
- de zwakke beklemtoning van de eerste lettergreep van Niclaes, waardoor de vervorming sinter de kans kreeg de zwakke N te verdringen; dus sinteneklaas naar sintereklaas

Twee verklaringen voor het woord Sinterklaas worden verworpen.
- De eerste is dat het woord zou zijn afgeleid van een vrouwelijke naamvalsvorm zoals in Tsenter Victors misse; dat blijkt grammaticaal niet te kloppen.
- De tweede is de theorie dat Sinterklaas een samentrekking van Sint heer Nicolaas zou zijn.[45]

## Kleding

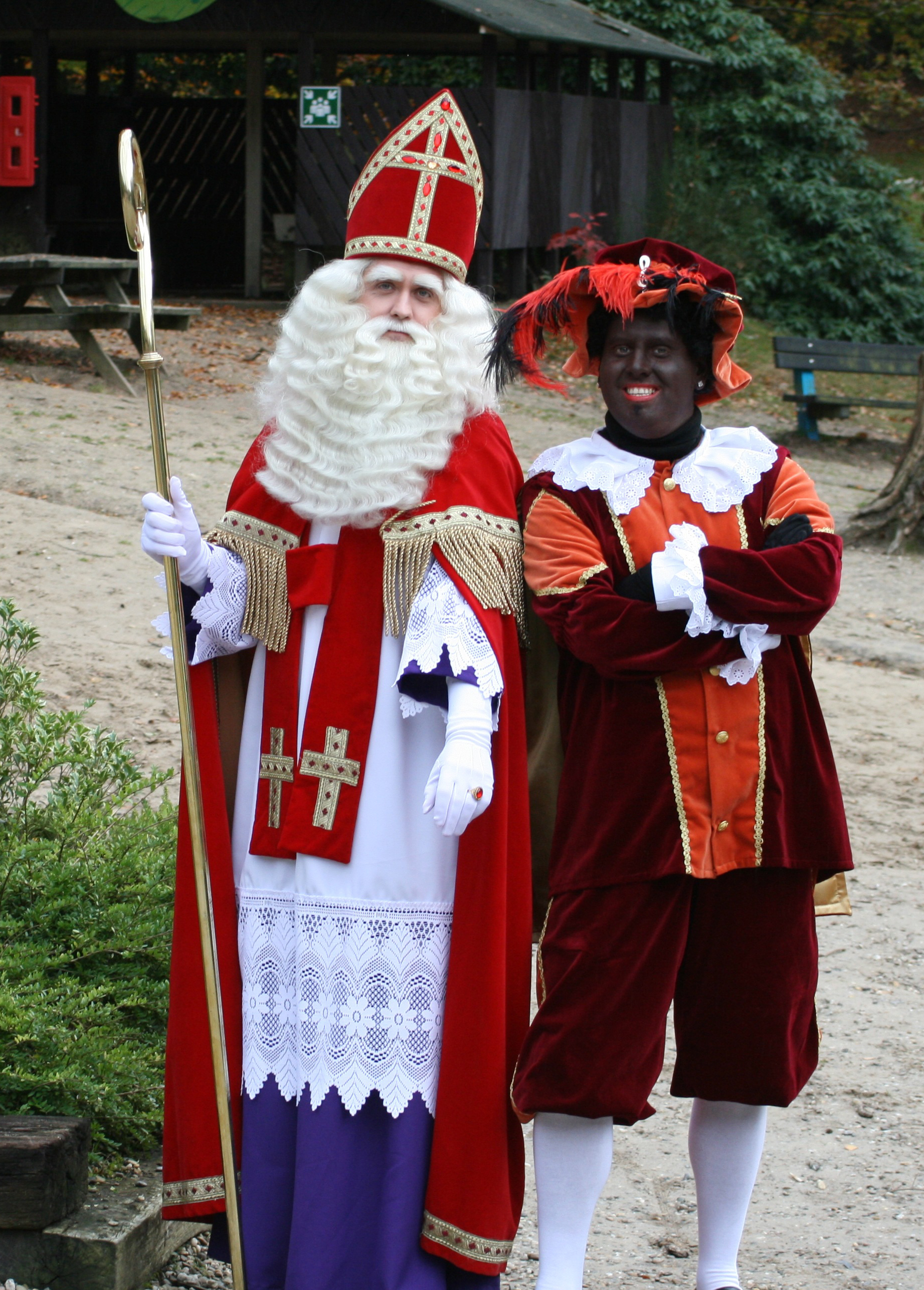
Sint en Piet in traditionele kledij.

De kleding van Sinterklaas is in hoofdlijnen gebaseerd op die van een bisschop, omdat Nicolaas van Myra ook een bisschop was. De kleding is inclusief de pontificalia, maar vertoont enkele opvallende afwijkingen daarvan. Sinterklaas is daardoor duidelijk te onderscheiden van een echte bisschop. Opgemerkt dient te worden dat de kleding van Sinterklaas vaak om praktische redenen eenvoudiger is uitgevoerd dan hier beschreven.
Wat bij Sinterklaas doorgaans een tabberd of tabbaard wordt genoemd, is in de katholieke liturgie de soutane of toog/toga: een lang priesterkleed dat bij bisschoppen paars is. De eigenlijke soutane heeft 33 knoopjes ("33" verwijst naar het aantal levensjaren van Christus), maar bij Sinterklaas is deze vaak eenvoudiger uitgevoerd. Wanneer de Sint gaat paardrijden, draagt hij vaak een tot broekrok vermaakte tabberd. Over de tabberd draagt de Sint een albe. De albe is met kant afgezet en eindigt tussen knieën en enkels. Op de albe draagt de Sint over zijn schouders een rode stola. Om deze op zijn plaats te houden, draagt Sinterklaas vaak een cingel (koord met kwastjes aan het einde) om zijn middel.
Een van de grootste en opvallendste paramenten is de rode koormantel. Deze mantel draagt Sinterklaas over alle andere kledingstukken heen. Het is een wijde rode lap die vanaf de schouders tot bijna op de grond hangt en aan de voorkant met een ketting en twee haakjes wordt vastgemaakt.
De mantel van Sinterklaas is met goud en band versierd. De binnenkant is goudgeel of wit. De mantel heeft meestal ook nog een kap met gouden franjes eraan.
Op zijn hoofd draagt Sinterklaas een rode mijter. Deze wijkt zowel qua vorm als kleur enigszins af van de mijters die bisschoppen thans dragen: rode mijters worden in de Rooms-Katholieke Kerk niet gedragen. Meestal zijn ze wit of een andere basiskleur met een bij de gelegenheid passende versiering. Op de mijter kan een kruis, een enkele verticale streep, of een grote letter S van Sinterklaas voorkomen. Een kruis wordt ervaren als christelijk symbool waardoor de keuze bij gemeentes, scholen, en organisaties eerder ligt bij een neutrale mijter zonder kruis.
De kromstaf is van oorsprong een waardigheidsteken van een bisschop dat afkomstig was van de Etrusken. De staf van Sinterklaas heeft wel een duidelijk andere vorm dan die van een bisschop: de krul is groter en steekt aan beide zijden van de staf uit. De krul is een symbolische slang, teken van wijsheid en oneindigheid, die uitloopt in een verticale lijn naar beneden, de afdaling van geest of wijsheid naar aardse sferen.

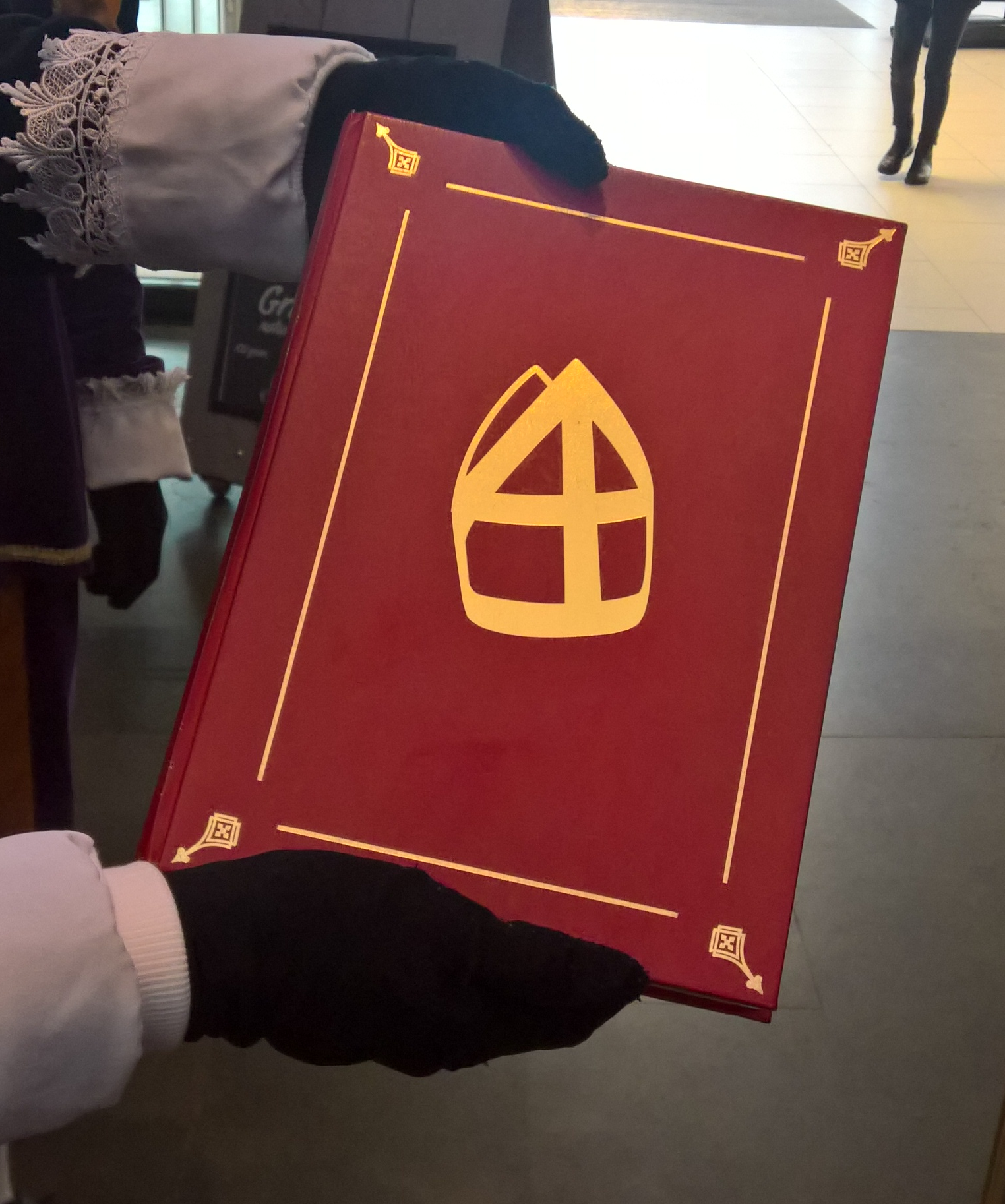
Het boek van Sinterklaas.

Verder draagt Sinterklaas meestal zwarte schoenen en witte of soms paarse handschoenen. Om zijn ringvinger draagt hij een gouden bisschopsring met een robijn erin. Deze hoort traditioneel om de rechterringvinger, maar vaak draagt Sinterklaas hem links zodat hij met het handen geven niet zo in de weg zit.
In het verleden droeg Sinterklaas ook wel andere kleding, zoals te zien is op afbeeldingen uit de betreffende periodes.
Sinterklaas draagt tot slot een groot aantekeningenboek bij zich. Hierin staan alle kindernamen geschreven met daarbij genoteerd hoe ze zich het afgelopen jaar hebben gedragen en wat hun cadeauwensen zijn.

## Aandacht in de media
Er zijn vanaf de 20e eeuw talloze televisieprogramma's rondom het sinterklaasfeest gemaakt. Ook in de bioscoop bleef de goedheiligman niet ongezien.

### Nederland
Lange tijd was er op de Nederlandse televisie een standaardgroepje dat verscheen in (bijna) alle sinterklaasprogramma's: Sint (Bram van der Vlugt), Hoofdpiet en Wegwijspiet. Eind jaren negentig begonnen steeds meer zenders sinterklaasprogramma's uit te zenden die, naast de standaardcast, ook andere karakters prominent in het verhaal betrokken. Gevolg is dat het standaardgroepje steeds minder te zien was.
Bij de publieke omroep is nog steeds één televisiesint. Vanaf 2011 nam Stefan de Walle deze rol over van Bram van der Vlugt. Echter verscheen Van der Vlugt dat jaar nog als Sinterklaas bij Paul de Leeuw in het tv-programma Sint & De Leeuw. Na dit jaar verving Hans Kesting hem als Sinterklaas in de tv-programma's van De Leeuw.
Tot de bekendste Nederlandse sinterklaasprogramma's behoren sinds eind 20e eeuw het Sinterklaasjournaal en De Club van Sinterklaas. Het Sinterklaasjournaal, uitgezonden sinds 2001, is een soort kinderjournaal waarin allerhande zogenaamd plaatsgevonden gebeurtenissen omtrent Sinterklaas worden uitgezonden, plus kort nieuws en een weervoorspelling. Het wordt uitgezonden bij NPO Zapp op NPO 3. De Club van Sinterklaas was sinds 1999 een dagelijkse soapserie rondom Sinterklaas en de Zwarte Pieten. De jaarlijkse theatershow Het Feest van Sinterklaas sloot aan op deze serie, die datzelfde jaar (1999) bij RTL 4 begon. De Club en Het Feest werden sinds 2000 pas samen uitgezonden op Fox Kids, vanaf 2005 Jetix en in 2009 zond RTL 4 de televisieserie uit. Het Feest van Sinterklaas ging datzelfde jaar (2009) naar SBS6 en werd tevens voor het laatst georganiseerd. Weer datzelfde jaar kwam RTL 4 met een concurrerend theatraal popconcert rondom de sinterklaassoap, genaamd Het Club van Sinterklaas Feest, maar viel voor de jeugdserie zelf het doek. In 2012 kwam er een vervolgende doorstart in de bioscoop, en Het Club van Sinterklaas Feest werd sinds 2009 een jaarlijkse traditie. Nog ieder jaar komt er een film van De Club van Sinterklaas uit in de bioscoop.

#### Acteurs
Jan Gajentaan was vanaf 1950 de Amsterdamse Sinterklaas en tevens de eerste "nationale" televisiesinterklaas. In 1960 werd zijn rol overgenomen door Dick van Bommel (de landelijke intocht op televisie was dat jaar die van Rotterdam), maar de twee daaropvolgende jaren zou Gajentaan weer Sinterklaas zijn. In 1963 werd zijn rol (in Amsterdam) overgenomen door Gerard de Klerk. Rob Milton was rond 1960 regelmatig te zien als Sinterklaas in diverse televisieprogramma's, maar niet bij de intocht.
Vanaf 1964 was de landelijke televisie-intocht elk jaar op een andere plaats, en vanaf 1965 werd Adrie van Oorschot de landelijke Sinterklaas.
| Rol              | Acteur                   | Periode (jaren)       | Bekend van onder andere |
| ---------------- | ------------------------ | --------------------- | --- |
| Sinterklaas      | Jan Gajentaan            | 1952–1959, 1961–1962  | Landelijke intocht · Intocht in Amsterdam |
|                  | Rob Milton               | 1958–1964             | Diverse gastoptredens in televisieprogramma's Vol verwachting klopt ons hart (1958) Vlooienspel (1958) Gastenboek (1958) Sinterklaasviering (1960) Fluitje van een cent (1960) Pepernoten-Mantinee (1962) Okkie Trooy (1962) De Dertig Seconden (1963) Achter de Schermen (1963) Wie van de drie (1963) Kijk die Rijk (1963) Heilige of Boeman? (1963)                                        |
|                  | Dick van Bommel          | 1960                  | Landelijke intocht · Intocht in Rotterdam |
|                  | Gerard de Klerk          | 1963                  | Landelijke intocht · Intocht in Amsterdam |
|                  | Ben Groenier             | 1964                  | Landelijke intocht · Intocht in Hoorn |
|                  | Adrie van Oorschot       | 1965–1985             | Landelijke intocht · Het zoekgeraakte boek (1968) · De witte Piet (1970) · Een huis in een schoen (1971) · Het jaar van Zwarte Piet (1972) · De droom van Sinterklaas (1973) · Sinterklaas is jarig (1977) · Mikke makke marsepein (1978) · Het boek van Jaap (1979) |
|                  | Bram van der Vlugt       | 1986–2020             | Landelijke intocht (1986–2010) · Diverse films, series, gastoptredens en reclames (1986–2020) · De Club van Sinterklaas (1999, 2001–2007, 2009) · Het Feest van Sinterklaas (1999–2007) · Sinterklaasjournaal (2001–2010) · Mooi! Weer de Sint (2005–2008) · Lieve Paul & Sint (2009) · Sint & De Leeuw (2010) · PAU!L en Sint! (2011) · Bennie Stout (2011) · Sint & Paul pakken uit! (2018) |
|                  | Fred Butter              | 2000, 2008            | Het Grote Sinterklaasverhaal · De Club van Sinterklaas · Het Feest van Sinterklaas |
|                  | Robert-Jan Wik           | 2004–2008             | Sinterklaas en het Geheim van de Robijn · Sinterklaas en het Uur van de Waarheid · Sinterklaas en het Geheim van het Grote Boek |
|                  | Fred van der Hilst       | 2006, 2009–heden      | Sinterklaas & Pakjesboot 13 · Slot Marsepeinstein · Welkom Sinterklaas |
|                  | Bartho Braat             | 2008–2019, 2021       | Goede tijden, slechte tijden |
|                  | Wim Rijken               | 2009–2013             | Sinterklaas en de Verdwenen Pakjesboot · Sinterklaas en het Pakjes Mysterie · Sinterklaas en het Raadsel van 5 December · Sinterklaas en de Pepernoten Chaos |
|                  | Leo Hogenboom            | 2009                  | Het Club van Sinterklaas Feest |
|                  | Robert ten Brink         | 2010–2011, 2021–heden | Het Club van Sinterklaas Feest · De Grote Sinterklaasfilm: Trammelant in Spanje · De Grote Sinterklaasfilm: Gespuis in de speelgoedkluis · De Kleine Grote Sinterklaasfilm · De Grote Sinterklaasfilm en de strijd om pakjesavond · De Grote Sinterklaasfilm: Stampij in de bakkerij |
|                  | Peter Faber              | 2012, 2014, 2015–2017 | Sint & Diego: De Magische Bron van Myra - Sinterklaas & Diego: Het Geheim van de Ring - Op weg naar pakjesavond! |
|                  | Stef de Reuver           | 2012                  | Sinterklaas en het gevaar van de snoepfabriek |
|                  | Stefan de Walle          | 2011–heden            | Landelijke intocht · Sinterklaasjournaal · Sinterklaas, wie kent hem niet |
|                  | Wilbert Gieske           | 2012–heden            | De Club van Sinterklaas & Het Geheim van de Speelgoeddokter · De Club van Sinterklaas & De Pietenschool · Goede tijden, slechte tijden |
|                  | Hans Kesting             | 2012–heden            | Langs Sint en De Leeuw · Sint & De Leeuw · Sint & Paul pakken uit! |
| Hoofdpiet        | Willem Nijholt           | 1964                  | Landelijke intocht |
|                  | Jaap Maarleveld          | 1965–1967             | Landelijke intocht |
|                  | Piet Römer               | 1968–1983             | Landelijke intocht (1968–1975, 1977–1980, 1982–1983) |
|                  | Will van Selst           | 1976                  | Landelijke intocht |
|                  | Lars Boom                | 1981                  | Landelijke intocht |
|                  | Frits Lambrechts         | 1984–1993             | Landelijke intocht |
|                  | Erik de Vogel            | 1994–1997             | Landelijke intocht · Telekids |
|                  | Don van Dijke            | 1998                  | Hallo, met Sinterklaas |
|                  | Erik van Muiswinkel      | 1998–2015             | Landelijke intocht · Sinterklaasjournaal · Het Feest van Sinterklaas · De Club van Sinterklaas |
|                  | Harry Piekema            | 2017                  | Landelijke intocht · Sinterklaasjournaal |
|                  | Niels van der Laan       | 2018–heden            | Landelijke intocht · Sinterklaasjournaal · Sinterklaas, wie kent hem niet |
| Wegwijspiet      | Michiel Kerbosch         | 1981–2006             | Landelijke intocht · Diverse films, series en gastoptredens (1981–2006) · Sinterklaasjournaal · De Club van Sinterklaas · Het Feest van Sinterklaas · Telekids · Sinterklaas & Pakjesboot 13 |
| Chefpiet         | Don van Dijke            | 1997–2002, 2005–2006  | De Club van Sinterklaas · Slot Marsepeinstein · Telekids · Sinterklaas & Pakjesboot 13 · Hallo, met Sinterklaas |
| Rijmpiet         | Hugo Haenen              | 1997–2002             | Landelijke intocht · Het Feest van Sinterklaas |
|                  | Jeroen van Koningsbrugge | 2005                  | Sinterklaasjournaal |
| Muziekpiet       | Wim Schluter             | 1999–heden            | De Club van Sinterklaas · Sinterklaas en het Pakjes Mysterie · De Club van Sinterklaas & Het Geheim van de Speelgoeddokter |
| Coole Piet Diego | Harold Verwoert          | 2001–heden            | De Club van Sinterklaas · Het Feest van Sinterklaas · Het Club van Sinterklaas Feest · Sinterklaas en het Geheim van het Grote Boek · Sinterklaas en de Verdwenen Pakjesboot · Sinterklaas en het Pakjes Mysterie · Sinterklaas en het Raadsel van 5 December · Sint & Diego: De Magische Bron van Myra · Sinterklaas & Diego: Het Geheim van de Ring                                         |
| Huispiet         | Maarten Wansink          | 2001–2018             | Landelijke intocht · Sinterklaasjournaal · Het Feest van Sinterklaas · Zapp Sinterklaasfeest |
| Testpiet         | Beryl van Praag          | 2001–heden            | De Club van Sinterklaas · Sinterklaas en het Pakjes Mysterie · De Club van Sinterklaas & Het Geheim van de Speelgoeddokter |
| Paardenpiet      | Anne Rats                | 2001–2005, 2007, 2009 | Landelijke intocht · Sinterklaasjournaal |
|                  | Frederik Brom            | 2019                  | Landelijke intocht · Sinterklaasjournaal |
| Rare Piet        | Rob Kamphues             | 2003–2010, 2012       | Landelijke intocht · Sinterklaasjournaal |
| Sorrypiet        | Marc-Marie Huijbregts    | 2003–2010             | Sinterklaasjournaal |
| Pietje Paniek    | Jochem Myjer             | 2009–2010, 2012–2015  | Landelijke intocht · Sinterklaasjournaal |
| Opa Piet         | Peter Faber              | 2014                  | Landelijke intocht · Sinterklaasjournaal · Zapp Sinterklaasfeest |

### Vlaanderen
In 1992 en 1993 werd in Vlaanderen het tv-programma Dag Sinterklaas uitgezonden, met Jan Decleir in de rol van Sinterklaas. Het werd tot 2018 jaarlijks heruitgezonden in de sinterklaasperiode. In 2019 kwam er een nieuwe versie uit, waarin Wim Opbrouck de rol van Sinterklaas op zich nam. De aankomst van de Sint wordt rechtstreeks uitgezonden in het VRT-programma Hij komt, hij komt... De intrede van de Sint.

#### Acteurs
| Rol                      | Acteur               | Periode (jaren)                  | Bekend van onder andere                                                                                     |
| ------------------------ | -------------------- | -------------------------------- | --- |
| Sinterklaas              | Jan Decleir          | 1992–1993, 2003–2018             | Landelijke intocht · Dag Sinterklaas · Sinteressante dingen · Ay Ramon! · Sinterklaas en de Wakkere Nachten |
|                          | Wim Opbrouck         | 2019–heden                       | Landelijke intocht · Dag Sinterklaas                                                                        |
| Zwarte Piet              | Frans Van der Aa     | 1992–1993, 2003–2018             | Landelijke intocht · Dag Sinterklaas · Sinteressante dingen · Ay Ramon! · Sinterklaas en de Wakkere Nachten |
|                          | Jonas Van Thielen    | 2019–heden                       | Landelijke intocht · Dag Sinterklaas                                                                        |
| Ramon Iglesias           | Pieter Embrechts     | 2003–2005, 2007–2008, 2010–heden | Landelijke intocht · Sinteressante dingen · Ay Ramon! · Sinterklaas en de Wakkere Nachten · Dag Sinterklaas |
| Conchita Garcia          | Els Dottermans       | 2004–heden                       | Landelijke intocht · Sinteressante dingen · Ay Ramon! · Sinterklaas en de Wakkere Nachten · Dag Sinterklaas |
| Kapitein Paelinckx       | Adriaan Van den Hoof | 2003, 2005–2007, 2009–heden      | Landelijke intocht · Sinteressante dingen · Ay Ramon! · Sinterklaas en de Wakkere Nachten · Dag Sinterklaas |
| Kapitein Verschepen      | Tom Van Dyck         | 2004–2017                        | Landelijke intocht · Sinteressante dingen · Ay Ramon!                                                       |
|                          | Nico Sturm           | 2018                             | Landelijke intocht                                                                                          |
| Kapitein Droogdockx      | Warre Borgmans       | 2015–2016, 2018–heden            | Landelijke intocht · Ay Ramon! · Sinterklaas en de Wakkere Nachten · Dag Sinterklaas                        |
| Professor Van den Uytleg | Lucas Van den Eynde  | 2006–2018                        | Landelijke intocht · Sinteressante dingen · Ay Ramon! · Sinterklaas en de Wakkere Nachten                   |
|                          | Nico Sturm           | 2019–heden                       | Landelijke intocht · Dag Sinterklaas                                                                        |
| stafhouder               | Bart Hollanders      | 2019–heden                       | |
| Kneta Knieschijf         | Tine Embrechts       | 2019–heden                       | |
| Palomita Garcia          | Evelien Bosmans      | 2019–heden                       | |

### Jan Schenkman
- Sinterklaas, Koninklijke Bibliotheek (gearchiveerd)
- Tekst en illustraties van Jan Schenkmans Sint Nikolaas en zijn Knecht, 1850

### Overig
- Het Meertens Instituut over het sinterklaasfeest
- Ter Gouw, Jan, De volksvermaken, 1871
- Rituelen en Tradities: Sinterklaas. Jef de Jager
- (en) St. Nicholas center Informatie over het sinterklaasfeest wereldwijd
- Vraag over Vieze Sinterklaasliedjes, Onderzoek en documentatie van Nederlandse taal en cultuur, 2015
- Beeld en Geluid Wiki: Aankomst Sinterklaas